# Pomnik pamiątkowy przy Ośrodku Sportu i Rekreacji w Suwałkach
Pomnik przy Ośrodku Sportu i Rekreacji – pomnik w formie obelisku, zlokalizowany w Suwałkach, na terenie Ośrodka Sportu i Rekreacji przy ulicy Wojska Polskiego 2.

## Opis pomnika
Obelisk wykonany z betonu składa się z pięciu prostopadłościanów ułożonych jeden na drugim. Całość konstrukcji (wysokość ok. 5 metrów) umieszczono na niewielkim cokole o wymiarach 189x189x32 cm. Na drugim od dołu prostopadłościanie znajduje się pamiątkowa inskrypcja o treści: Zespół obiektów rekreacyjno-sportowych wzniesiony wysiłkiem społeczeństwa suwalskiego 22 lipca 1974 r. Obelisk ustawiono na placu mieszczącym się przed głównym wejściem do hali Ośrodka Sportu i Rekreacji. Opiekę nad obiektem sprawuje suwalski Ośrodek Sportu i Rekreacji.

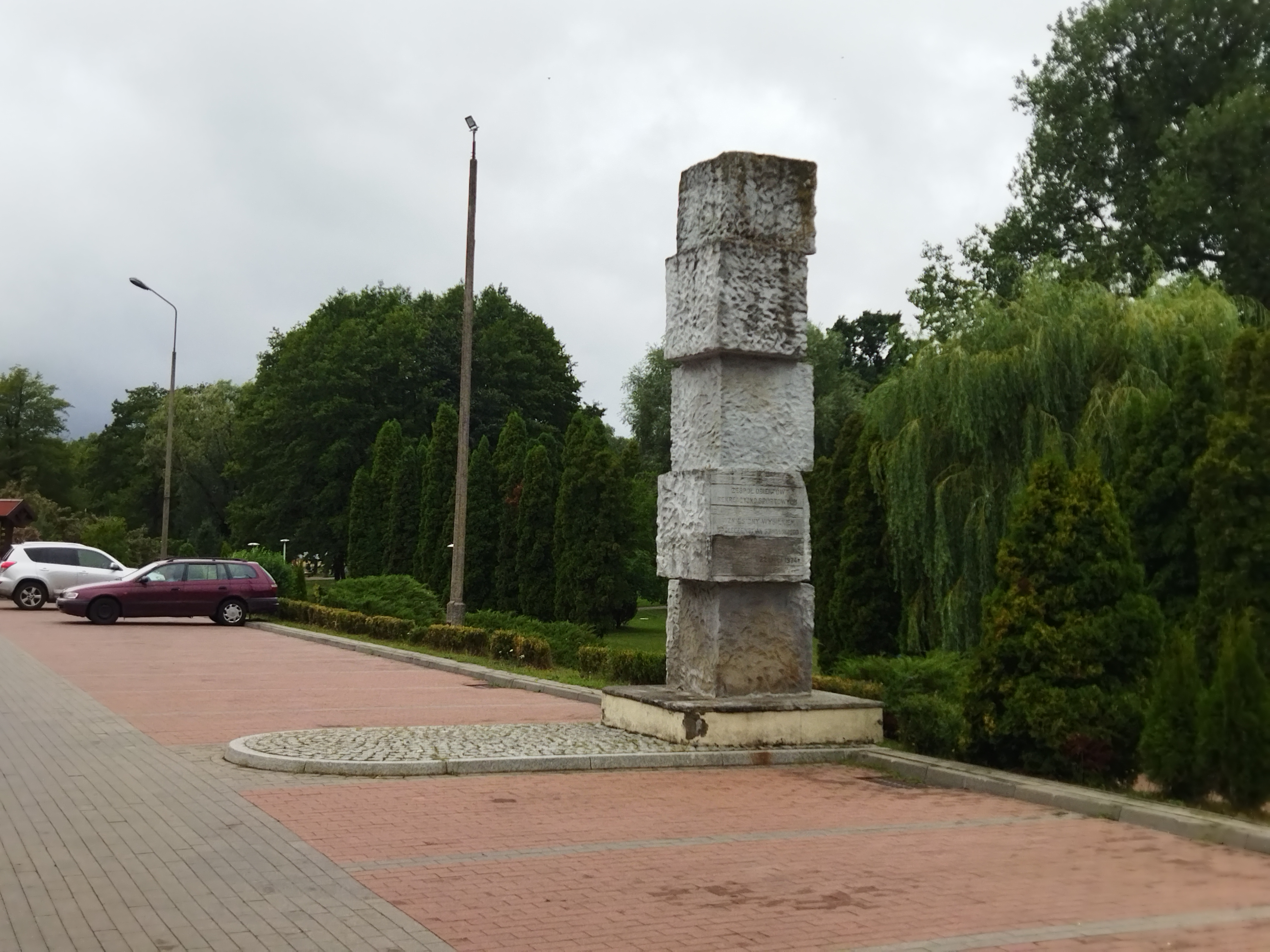
Obelisk z tablicą pamiątkową na placu przed suwalskim Ośrodkiem Sportu i Rekreacji przy ulicy Wojska Polskiego
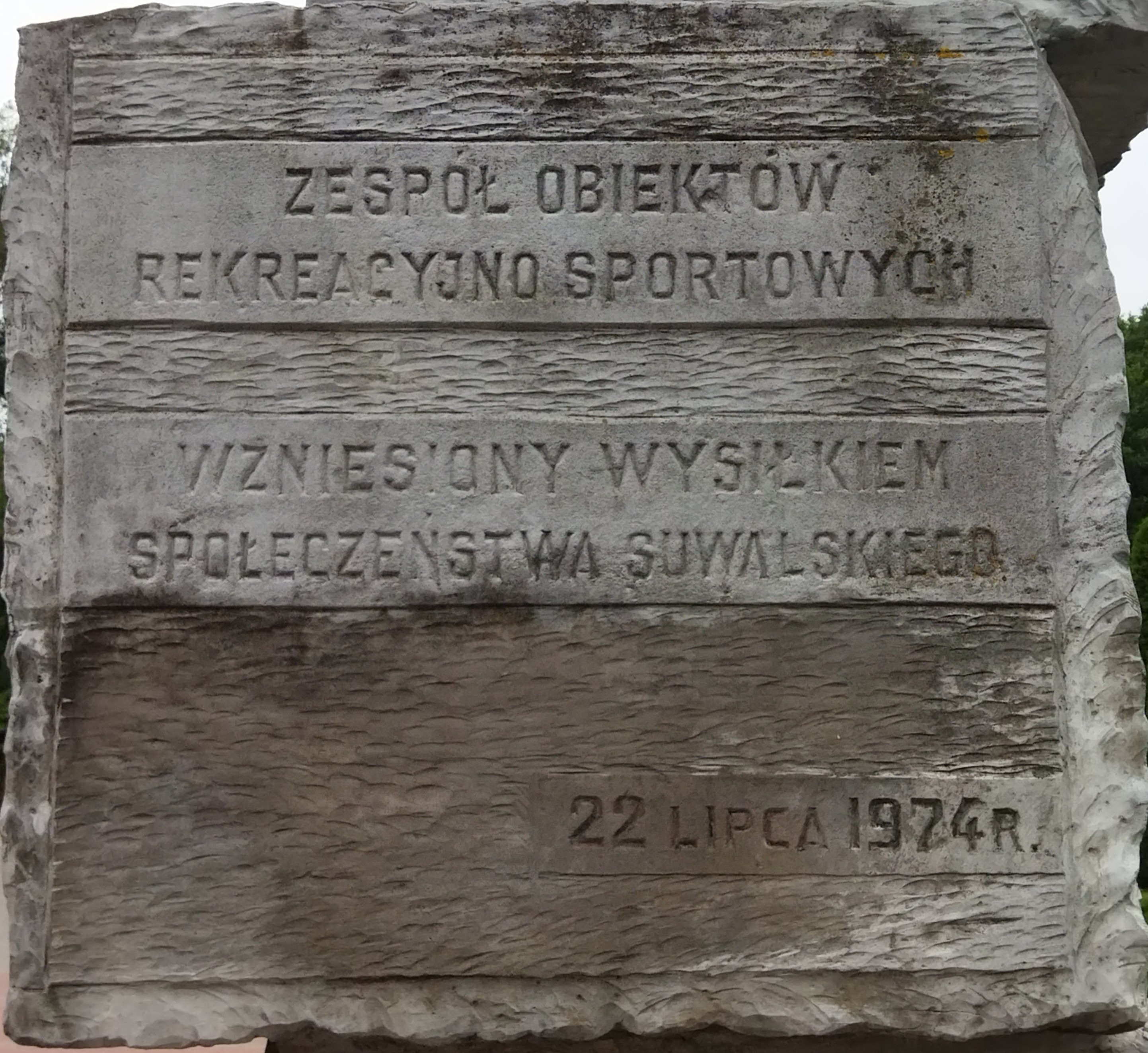
Tablica pamiątkowa na obelisku znajdującym się na placu przed Ośrodkiem Sportu i Rekreacji w Suwałkach (widok od strony wschodniej)
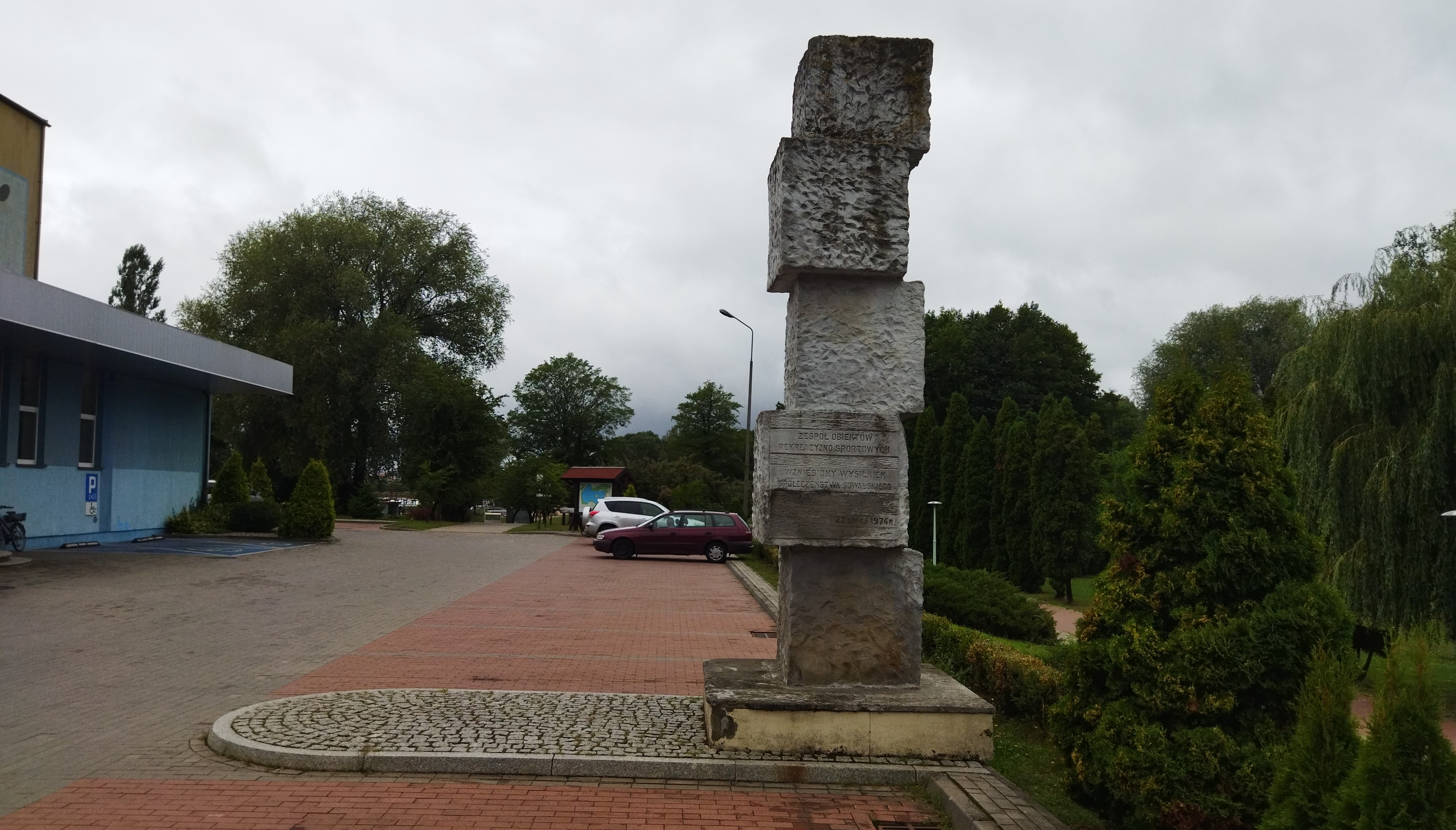
Obelisk z tablicą pamiątkową na placu przed Ośrodkiem Sportu i Rekreacji w Suwałkach (widok od strony wschodniej)

## Trochę historii
Obelisk odsłonięto uroczyście 18 lipca 1974 roku. Wcześniej odbyła się akademia z okazji 30-lecia PRL. Świętowano zarówno kolejną rocznicę PRL, jak też otwarcie nowego obiektu sportowego (hali), który pojawił się na mapie Suwałk a określony został „pałacem sportowym”. W relacji z otwarcia czytamy m.in., iż hala powstała w bardzo krótkim czasie, bo zaledwie w przeciągu 12 miesięcy, a jej wykonawcą było Przedsiębiorstwo Budownictwa Rolniczego w Suwałkach kierowane przez Eugeniusza Szocha. W uroczystościach wzięli udział przedstawiciele miejscowych i wojewódzkich władz (Eugeniusz Złotorzyński, Ryszard Łopatecki, Zenon Świtaj) oraz mieszkańcy miasta. Osiemdziesięciu sześciu osobom wręczono odznaczenia państwowe – Krzyże Kawalerskie Orderu Odrodzenia Polski.
Nowo otwarta hala sportowa, w której odbyła się akademia (...) posiada halę główną o wymiarach 48x30 m, trybuny na około 800 miejsc. W razie potrzeby widownia może być powiększona do 2 tys. miejsc. Obok znajduje się sala treningowa o wymiarach 25x15 m. Są też: sauna, siłownia, niezbędne zaplecze socjalne i pokoje administracji.

## Ciekawostka
Napis na obelisku został zmieniony podczas remontu obiektu w 2004 roku. Pierwotnie brzmiał: Zespół obiektów rekreacyjno-sportowych im. XXX-lecia PRL wzniesiony wysiłkiem społeczeństwa suwalskiego w roku jubileuszu ludowej ojczyzny 22 lipca 1974 r..